# Branko Buljević
Branko Buljević (Split, 6 de setembro de 1947) é um ex-futebolista croata naturalizado australiano que atuava como atacante.

## Carreira
Buljević competiu na Copa do Mundo FIFA de 1974, sediada na Alemanha Ocidental, na qual a Austrália terminou na décima quarta colocação dentre os 16 participantes.